# На світанку
«На світанку» (англ. By Dawn's Early Light) — американський постапокаліптичний фільм Джека Шолдера 1990 р., екранізація роману 1983 р. «Дитина Триніті» письменника Вільяма Прочнау. Сюжет зображає події вигаданої Третьої світової війни до розпаду Радянського Союзу і закінчення холодної війни.

## Сюжет
Фільм розглядає можливий сценарій Третьої світової війни. В результаті політичної нестабільності, що виникла в СРСР, група військовиків заволоділа тактичною ракетою з ядерною боєголовкою і зімітувала ядерний удар сил НАТО по радянській території.
У результаті спрацьовування автоматики проведений повторний запуск декількох МБР по території США. Керівництво СРСР посилає запізніле повідомлення президенту США про те, що сталася помилка. Одна з радянських ракет завдає удару по Вашингтону. Президент США отримує повідомлення і не встигає відлетіти зі столиці. Його вертоліт зазнав лиха, сам президент осліп через спалах вибуху, але залишився живий.
Вище керівництво США, включаючи держсекретаря, вважає, що президент загинув. Держсекретар стає де-факто главою держави і в умовах воєнного часу діє під кодовим ім'ям «Кондор». На його думку тепер необхідно здійснити масовану відплату і завдати наскільки це можливо найбільшого збитку Радянському Союзу всіма наявними у США видами зброї. Всі компоненти ядерної тріади отримують наказ про атаку. На борту одного зі стратегічних бомбардувальників виникає перепалка з приводу того, виконувати чи не виконувати страшний наказ.

## У ролях
- Пауерс Бут — майор Кессіді
- Ребекка Де Морней — капітан Моро
- Джеймс Ерл Джонс — Еліс
- Мартін Ландау — Президент США
- Даррен Макгевін — Кондор
- Ріп Торн — Фарго
- Джеффрі ДеМанн — Гарпун
- Пітер Макнікол — Седжвік
- Ніколас Костер — генерал Ікарус

## Виробництво
Основні зйомки проходили з 7 серпня по кінець вересня 1989 р. з використанням військової техніки, такої як бомбардувальник B-52 і Boeing E-4, що дозволило реально враховувати Стратегічне авіаційне командування в дії.

### Відмінності
Є дві основні відмінності між сюжетами роману і фільму, перша з яких в тому, що криза в романі розпочата навмисним нападом СРСР, щоб протистояти нарощуванню США військової потужності, з якою Радянський Союз не в змозі конкурувати. Інша велика різниця в романтичній сюжетній лінії між Моро і Кессіді, яка не тільки відсутня у книзі, але й самі герої насправді знущаються над ідею таких відносин між ними.

## Цікаві факти
- Оригінальна назва фільму є цитатою з першого рядка гімну США: «O say, can you see, by the dawn's early light».
- Слоган картини: «Four People. Three Minutes. Two Choices. One Chance For Survival».
- Фільм став одним з останніх перед розпадом Радянського Союзу, в якому в центрі сюжету була Третя світова війна, що відбулася в результаті Холодної війни між США і СРСР.
- Паверс Бут роком раніше знявся у радянській кіноепопеї «Сталінград», зігравши там роль генерала Чуйкова.

## Критика
Рейтинг фільму на сайті IMDb — 7,1/10.